# Rádio Novelo
Rádio Novelo é uma produtora brasileira de podcasts. Fundada em abril de 2019 no Rio de Janeiro, é conhecida por seus trabalhos de jornalismo narrativo. Seus trabalhos obtiveram destaque no cenário brasileiro de podcasts, acumulando milhões de downloads e prêmios em festivais de mídia.

## História
Foi criada pelas produtoras Branca Vianna, linguista e intérprete, Paula Scarpin, jornalista, e Flora Thomson-DeVeaux, pesquisadora e tradutora.
Em 2020, um ano após sua fundação, a Rádio Novelo contabilizava cerca de 20 produções e mais de 15 milhões de downloads. A produtora é declaradamente feminista e conta com uma equipe majoritariamente composta por mulheres.

## Produções

### Praia dos Ossos
Lançado em 2020, Praia dos Ossos é um podcast documental que investiga o assassinato da socialite Ângela Diniz em 1976. O podcast foi reconhecido por sua abordagem crítica sobre violência de gênero e alcançou mais de 1 milhão de downloads. A produção foi adaptada para uma série de televisão da HBO, Ângela Diniz: O Crime da Praia dos Ossos.

### Rádio Novelo Apresenta
Rádio Novelo Apresenta é um podcast semanal que publica histórias diversas e investigativas. O programa recebeu prêmios em iniciativas como o Prêmio Memórias Reveladas.

### Fio da Meada
Lançado em 2023, Fio da Meada traz entrevistas conduzidas por Branca Vianna, abordando temas contemporâneos.

### Escute as Mais Velhas
Escute as Mais Velhas é uma série produzida em parceria com a Fundação Tide Setubal, que registra a trajetória de ativistas feministas e defensoras dos direitos humanos.

### ¡No Vengan!
¡No Vengan! é a primeira produção internacional da Rádio Novelo, desenvolvida em parceria com o hub Boom. O projeto foi finalista do Prêmio Ambies 2025 na categoria Melhor Podcast Narrativo em Espanhol.

### Outras produções
A empresa também produziu podcasts como Collor versus Collor, Retrato Narrado, Foro de Teresina, O Sequestro da Amarelinha, Crime e Castigo, Tempo Quente, Projeto Querino e Revoar.